# پیتر مروین هانت
پیتر مروین هانت (انگلیسی: Peter Hunt; ۱۱ مارس ۱۹۱۶ – ۲ اکتبر ۱۹۸۸) فرد نظامی اهل بریتانیا بود. وی همچنین برندهٔ جوایزی همچون نشان حمام و نشان امپراتوری بریتانیا شده‌است.